# Jacob van Artevelde
Jacob van Artevelde (c. 1290, Gent – 24. července 1345), nazývaný též Moudrý muž byl vlámský politický vůdce za stoleté války, vůdcem vzpoury gentských měšťanů.
Pocházel z patricijské rodiny, ale dal se přijmout do sladovnického cechu, aby dosáhl vlivu na měšťanstvo. To se mu také podařilo, takže roku 1336 mohl vystoupit proti hraběti Ludvíku I. Flanderskému, který byl nakloněn Francii, což narušovalo vlámské zájmy. Artevelde pak utvořil obchodní spolek s Angličany. Na jeho stranu se postavila též města Bruggy a Ypres. Vzpoura byla úspěšná, Ludvíkovi II. nezbylo než uprchnout do Francie. Když roku 1339 vypukla stoletá válka mezi Anglií a Francií, podporoval Artevelde Angličany a v čele gentských jednotek vytáhl sám do boje. Když však roku 1345, v důsledku jeho vyjednávání s anglickým králem Eduardem III., vzniklo v Gentu podezření, že chce prince Waleského nechat zvolit flanderským vévodou, vyvolalo to proti Arteveldemu povstání, během něhož byl 24. července 1345 zavražděn, i s 500 svými přívrženci.